# Jean Parmentier

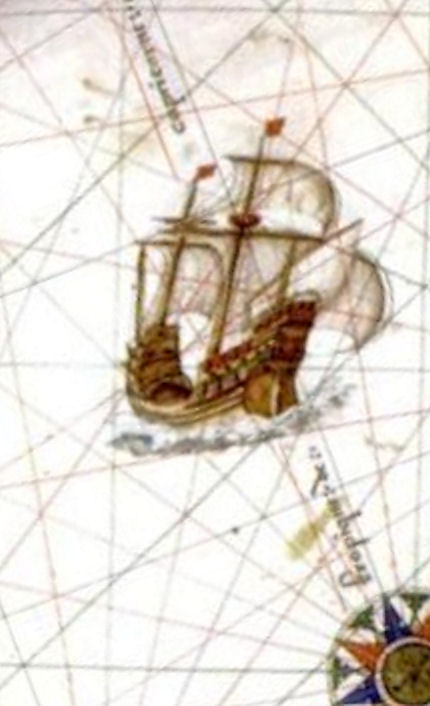
Nau próxima a "Java la Grande" no "Atlas Vallard", 1547, da chamada Escola de Dieppe.

Jean Parmentier (Dieppe, 1494 - 3 de dezembro de 1529) foi um navegador, cartógrafo e poeta francês. Ele, e seu irmão Raoul Parmentier efetuaram numerosas viagens para o armador Jean Ango, e navegaram pelas costas do Brasil, da América do Norte, da África Ocidental e Sumatra.

## Biografia
Em 3 de abril de 1529 partiu com dois navios para a ilha de Sumatra com a intenção de quebrar o monopólio portuguêse de especiarias. Eles alcançaram a costa ocidental de Sumatra em fins de outubro, mas não conseguiram adquirir a quantidade de especiarias que desejavam. Os seus homens, que passaram tempo demais no mar, adoeceram e muitos morreram, inclusive Jean e seu irmão. Os membros sobreviventes da tripulação votaram o retorno à França e, em 22 de janeiro de 1530, levantaram ferros. Ambos os navios retornaram em segurança à França.
Em 1531 Pierre Crignon, o piloto-chefe da expedição a Sumatra, publicou uma coleção de poemas de Jean Parmentier. Embora Jean tenha sido conhecido em seu tempo como cartógrafo, nenhum de seus mapas chegou até nós.
A expedição foi acompnhada por "Jean Sasi, le grand Peintre". Após o seu regresso desencadeou-se o desenvolvimento dos chamados Mapas de Dieppe, influenciando o trabalho dos cartógrafos de Dieppe, tais como Jean Rotz.

## Obra
- Journal du voyage de Jean Parmentier, de Dieppe, à l'Ile de Sumatra en l'année 1529